# Zorzines kuniyukii
Zorzines kuniyukii är en fjärilsart som beskrevs av Katsumi Yazaki 1994. Zorzines kuniyukii ingår i släktet Zorzines och familjen nattflyn. Inga underarter finns listade i Catalogue of Life.